# Kalkskär, Kimitoön
Kalkskär är en ö i Finland. Den ligger i Norra Östersjön eller Skärgårdshavet och i kommunen Kimitoön i den ekonomiska regionen  Åboland i landskapet Egentliga Finland, i den sydvästra delen av landet. Ön ligger omkring 76 kilometer söder om Åbo och omkring 170 kilometer väster om Helsingfors.
Öns area är 3,8 hektar och dess största längd är 360 meter i sydväst-nordöstlig riktning. Ön höjer sig omkring 5 meter över havsytan.